# Home Location Register

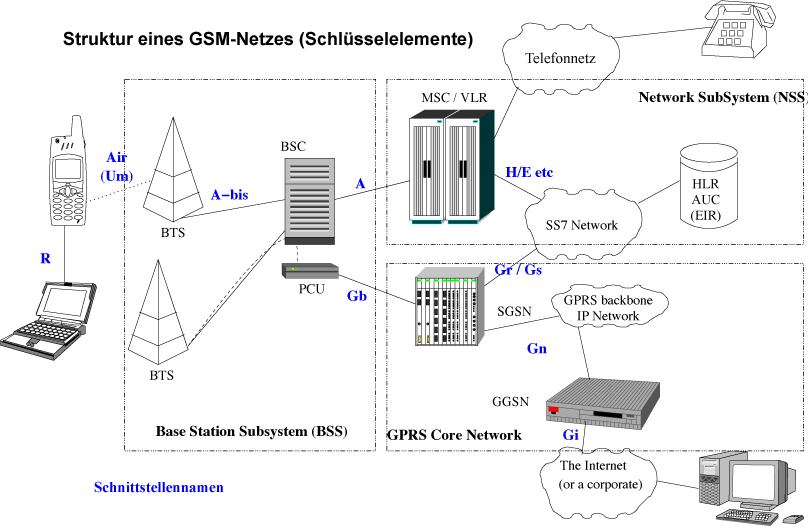
GSM-Netz mit HLR

Das Home Location Register (HLR; deutsch: Heimatortsregister) ist eine (verteilte) Datenbank und zentraler Bestandteil eines Mobilfunknetzes. Es gilt als Heimatregister einer Mobilfunknummer, wobei jede innerhalb eines Netzes registrierte Mobilstation und deren zugehörige Mobilfunknummer in der Datenbank gespeichert ist. Die dabei vorgenommene Abbildung jeder Nummer auf ein Visitor Location Register erlaubt es beispielsweise, eine Mobilstation innerhalb des Netzes zu lokalisieren.
Ein Ausfall des HLR führt dazu, dass keine Zuordnung der jeweiligen Teilnehmer mehr möglich ist. Für ein passiv eingebuchtes (nicht aktives) Endgerät ist der Ausfall erst einmal nicht sichtbar, es bleibt sogar vermeintlich im Netz (über das VLR) eingebucht – jedoch können keine Verbindungen mehr hergestellt werden und es ist auch nicht mehr für eingehende Gespräche erreichbar.

## Abgelegte Daten
Folgende Daten werden im HLR abgelegt:
- Semipermanente Daten
  - International Mobile Subscriber Identity (IMSI)
  - Mobile Subscriber ISDN Number (MSISDN)
  - gebuchtes Dienstprofil (Anrufweiterleitung, Dienstsubskription, Dienstrestriktionen usw.)
- Temporäre Daten
  - Adresse des Visitor Location Registers (VLR)
  - Adresse des Mobile-services Switching Centre (MSC)
  - Authentication Set (aus mehreren Authentication Triples bestehend)
  - Gebührendaten